# Гераклід (тиран Леонтин)
Гераклід – давньогрецький тиран сицилійського міста Леонтини, розташованого неподалік від східного узбережжя острова між Сиракузами та Катаною.
Після смерті у 288 р. до н.е. сиракузького тирана Агафокла, який був гегемоном грецької частини Сицилії, його колишні володіння опинились в руках кількох нових правителів. Зокрема, станом на 278 р. до н.е. тираном Леонтин був Гераклід (точна дата та обставини його приходу до влади невідома). 
За оповіддю Діодора, невдовзі після прибуття на острів царя Пірра, котрий зняв карфагенську облогу Сиракуз, до епірського воїтеля з’явились посланці Геракліда. Вони повідомили про згоду леонтинського тирана підпорядкуватись Пірру та передати йому міські укріплення, а також військо із 4 тисяч піхотинців та 500 вершників.  
Про подальшу долю Геракліда нічого невідомо.